# Bisvalles
Bisvalles es un corregimiento del distrito de La Mesa en la provincia de Veraguas, República de Panamá. La localidad tiene 2.185 habitantes (2010).